# Copelatus consors
Copelatus consors är en skalbaggsart som beskrevs av Sharp 1882. Copelatus consors ingår i släktet Copelatus och familjen dykare. Inga underarter finns listade i Catalogue of Life.